# Édouard Ducret
Édouard Ducret, né le 7 janvier 1854 Paris et mort le le 13 avril 1900 à Paris 9e, est un journaliste et romancier français.

## Biographie

### Premières années
Journaliste républicain de tendance nationaliste, Édouard Ducret débute dans les années 1870 et collabore à de nombreux périodiques, tels que La Bibliographie contemporaine, revue pour laquelle il signe des critiques littéraires en 1873, le Paris-Journal, Le Matin ou encore La Lanterne, journal auquel il fournit un feuilleton (Le Baiser funeste) en 1883-84.

En 1882, il tente de fonder son propre journal, La République illustrée, mais la compagnie qu'il a créée fait faillite moins de deux ans plus tard. L'année suivante, il publie Paris-Canaille - Mœurs contemporaines, chez Henry Oriol, éphémère éditeur qui a repris un temps la librairie de Maurice Lachâtre.

En 1886, il écrit un roman à clef, Chignon d'Or, qui égratigne sous de faux noms plusieurs personnalités politiques et lui vaut les éloges d'Émile Zola.

### Le journaliste boulangiste
En 1887, alors secrétaire de rédaction à La Lanterne, il rejoint le mouvement boulangiste réunissant, autour du général Boulanger, les opposants au gouvernement républicain modéré incarné par Jules Ferry. Lors de l'agitation qui suit la tentative d'assassinat commise contre ce dernier par Aubertin, les articles acerbes de La Lanterne sont accusés d'avoir encouragé le geste du criminel, ce qui entraîne une vive altercation entre Ducret et Valentin Simond, de L'Écho de Paris, mais le duel est finalement évité. À la même époque, il collabore à La Petite République française de l'ancien préfet de police Andrieux et à La Presse, journal boulangiste dont il assure la direction en août 1888 en l'absence de Laguerre).

Polémiste, il entraîne de vives controverses qui terminent quelquefois par un duel au pistolet, comme en mars 1889 contre son confrère de La Lanterne Victor Flachon.

Malgré l'échec du boulangisme, Ducret reste fidèle au programme du parti, qu'il résume en trois points (« l'alliance russe », « la réconciliation des Français dans l'oubli des querelles religieuses » et « la lutte sans merci contre le parlementarisme ») qui constituent la ligne éditoriale des feuilles boulangistes qu'il est amené à diriger, Le Petit National (journal auparavant de tendance radicale) puis La Cocarde.

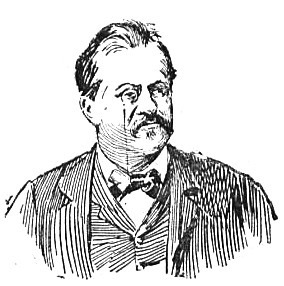
Edouard Ducret en 1893.

En 1891, Ducret se brouille avec André Castelin, rédacteur en chef et précédent directeur de La Cocarde, qui l'accuse d'être un agent du ministre de l'Intérieur, Ernest Constans. L'affaire se termine par un duel et par le départ de Castelin, laissant Ducret cumuler la direction et la rédaction du quotidien nationaliste. C'est à ce double titre qu'il publie, à l'automne 1892, une série d'articles qui contribuent à la révélation du scandale de Panama. Sur la base de renseignements que lui auraient fournis le courtier Arton, rencontré durant un voyage au Havre, l'ancien administrateur de la Compagnie du canal, Cottu, et Andrieux, il affirme que l'ancien président du conseil Charles Floquet aurait reçu (pour son gouvernement, et non pour lui-même) 300.000 francs de la compagnie. À propos de la mort subite du baron de Reinach, Ducret n'hésite pas à émettre l'hypothèse d'un assassinat. Russophile et anglophobe, Ducret critique la complaisance du gouvernement à l'égard de la politique anglaise en Égypte et attaque l'agence anglaise Dalziel, qu'il accuse, lors de « l'affaire Dalziel », de vendre des dépêches destinées à nuire à l'alliance franco-russe au profit du Royaume-Uni. 

### L'affaire Norton

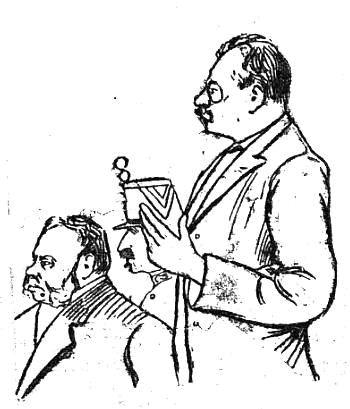
Norton (à gauche) et Ducret (debout) lors de leur procès (croquis d'audience publié dans Le Matin du 6 août 1893).

Poursuivant l'année suivante (1893) une campagne de presse qui a explicitement pour but de venger le boulangisme, il accuse Georges Clemenceau de s'être « vendu » au gouvernement britannique. Cette nouvelle révélation, portée à la tribune de la Chambre par Lucien Millevoye, est fondée sur des documents diplomatiques qui auraient été dérobés à l'ambassade du Royaume-Uni. Il s'avère cependant que ces papiers ont été forgés par un escroc récidiviste, Louis-Alfred Véron, dit « Norton ». Ducret, défendu lors de son procès en cour d'assises par Edgar Demange, est ainsi condamné à un an de prison pour usage de faux. Incarcéré à Sainte-Pélagie, il y rédige un essai dans lequel il se disculpe en prétendant être tombé dans un piège tendu par un « agent international » (au service des gouvernements britannique et français).

La situation de Ducret rend la publication de La Cocarde de plus en plus difficile. Après quelques mois, il doit finalement abandonner ce journal, dont Maurice Barrès reprend la direction.

### Fin de vie
À la fin de sa vie, Ducret est nommé chef des informations à La Libre Parole par son ami Édouard Drumont. Ducret ne semble pas avoir été pour autant un antisémite convaincu et reste peu de temps à La Libre Parole, qu'il quitte après l'échec d'un « canard » sur un prétendu retour du choléra en France.
Le 13 avril 1900, il meurt en son domicile du 62 de la rue de Clichy. Son service funèbre est célébré le 16 avril à la Trinité.

## Publications
- Paris-Canaille - Mœurs contemporaines, Paris, Henry Oriol, 1883, puis Dentu, 1888.
- Amoureuse, Paris, Paul Ollendorff, 1885.
- Chignon d'Or - Mœurs parisiennes, Paris, Paul Ollendorff, 1886.
- Comment se fait la politique - Les dessous de l'affaire Norton, Paris, Chamuel, 1894.
- Les Vendeuses d'amour, Paris, Flammarion, 1897.
- Le Calvaire d'une vierge, Paris, Flammarion, 1898.